# Valle di San Joaquin
La valle di San Joaquin è la regione meridionale della Valle centrale di California, che si estende verso sud dal delta del Sacramento nelle vicinanze della città di Stockton. Anche se la maggior parte della valle è rurale, sono presenti importanti centri urbani, come Stockton, Fresno, Modesto, Visalia e Bakersfield.

## Geografia
La valle di San Joaquin si estende dal delta del Sacramento, a nord, fino ai Monti Tehachapi, a sud, ed è delimitata dalle vette delle catene costiere del Pacifico (dai monti Diablo a nord, ai monti Santa Ynez nel sud) a ovest, e dalla Sierra Nevada ad est. A differenza della valle del Sacramento, il sistema fluviale che dà il nome alla valle non si estende molto in profondità nella regione. La maggior parte della valle a sud di Fresno invece convoglia le proprie acque verso il Lago Tulare, che non esiste più con un bacino regolare a causa della captazione delle sue fonti. Tra i principali fiumi che solcano la valle vi sono il San Joaquin, Kings e Kern, in gran parte deviati per usi agricoli e prevalentemente in secca nel loro corso inferiore.